# Kees van Lumme
Kees van Lumme fue un deportista neerlandés que compitió en remo como timonel. Ganó dos medallas en el Campeonato Europeo de Remo, oro en 1924 y plata en 1925.

## Palmarés internacional
| Campeonato Europeo | Campeonato Europeo     | Campeonato Europeo | Campeonato Europeo |
| Año                | Lugar                  | Medalla            | Prueba             |
| ------------------ | ---------------------- | ------------------ | ------------------ |
| 1924               | Lucerna (Suiza)        | Medalla de oro     | Dos con timonel    |
| 1925               | Praga (Checoslovaquia) | Medalla de plata   | Ocho con timonel   |